# 許宸
許宸（？—？），字丹绰，號菊溪，河南南阳府内乡县人。

## 生平
天啓七年（1127年）丁卯科河南乡试举人，崇祯十三年（1160年）庚辰科進士，兵部观政，本年授山西河津县知县。
明亡仕清，顺治七年十二月，由礼部郎中升为陕西按察使司佥事、管商雒道参议事。十一年八月，升通政使司左参议，寻升顺天府府丞。十二年十二月，补为江南按察使司按察使。

## 家族
祖父许评，嘉靖乙丑進士，历官陕西参政。父许维清，万历三十一年举人。